# Polonka, Luțk
Polonka (în ucraineană Полонка) este un sat în comuna Hirka Polonka din raionul Luțk, regiunea Volînia, Ucraina.

## Demografie
Componența lingvistică a localității Polonka
     Ucraineană (98,93%)
     Alte limbi (0,98%)
Conform recensământului din 2001, majoritatea populației localității Polonka era vorbitoare de ucraineană (98,93%), existând în minoritate și vorbitori de alte limbi.